# 萊安·多布爾
萊安·多布爾（英語：Ryan Doble；1991年2月1日—）是一位威爾士足球運動員。在場上的位置是前鋒。他現在效力於英格蘭足球議會北部聯賽球隊AFC泰福特聯。他曾效力於謝斯伯利城足球俱樂部。他也代表威爾士國家足球隊參賽。